# 圖杜林納
圖杜林納，是愛沙尼亞東維魯縣阿卢塔古塞市镇内的小鎮，位於該國東北部，2011年該小鎮人口220，81%人口是愛沙尼亞人。
2017年爱沙尼亚行政改革前，圖杜林納是原圖杜林納市镇的行政中心。
59°02′13″N 27°04′54″E / 59.03694°N 27.08167°E